# 渡辺修宏
渡辺 修宏（わたなべ のぶひろ、1974年9月21日 ‐ ）は、日本の博士（人間科学）。社会福祉士、精神保健福祉士、介護福祉士、保育士、介護支援専門員。
元・障害者支援施設（旧法における知的障害者更生施設、身体障害療護施設等）のソーシャルワーカー。
対人援助領域（主にsocial workやcare work）において、radical behaviorism（徹底的行動主義）に基づくbehavior analysis（行動分析学）を活かした援助実践や援助者教育を提唱している。また、徹底的行動主義と仏教学の関係から、対人援助実践のフレームを、持続可能性の高い社会づくりや世界平和構築への拡大化を図っている。